# Maria Grazia Cucinotta

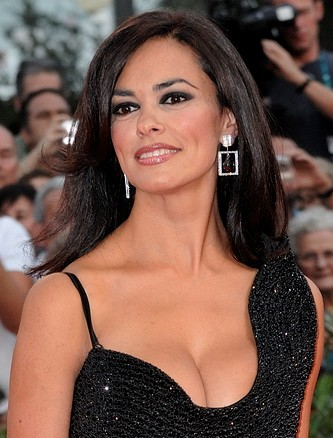
Maria Grazia Cucinotta bei den 66. Filmfestspielen von Venedig 2009

Maria Grazia Cucinotta (* 27. Juli 1968 in Messina, Sizilien) ist eine italienische Schauspielerin, Filmproduzentin, Filmregisseurin und Model.

## Leben
Cucinotta, die ein Diplom als Rechnungsprüferin besitzt, übersiedelte aus ihrer Heimat in die italienische Hauptstadt und wurde schnell als Model entdeckt, bald auch für Werbespots. Nach einem ersten Auftritt im Fernsehen bei Renzo Arbores Indietro tutta wurde die schlanke, schwarzhaarige, typisch mediterran wirkende Cucinotta rasch zu einem Star und Schönheitsideal. Ihr Filmdebüt gab Maria Cucinotta 1990 im wenig erfolgreichen Film Vacanze di Natale ’90. 1994 entstand der – für mehrere Oscars nominierte – Film Il Postino (deutsch: Der Postmann), in dem sie die spätere Frau des Titelhelden spielte. Recht erfolgreich war sie ebenfalls 1997 mit ihrer Darstellung der Abischag in Die Bibel – Salomon. In den Bibelverfilmungen Maria Magdalena, Judas und Thomas verkörperte sie drei Mal Maria Magdalena. Einem breiteren internationalen Publikum wurde sie 1999 durch ihren Auftritt in Die Welt ist nicht genug – dem 19. James-Bond-Film – bekannt. Sie spielte das „Zigarrenmädchen“. 2006 wirkte sie bei der griechisch-italienischen Koproduktion Uranya mit. Außerdem wirkte sie in zahlreichen weiteren Kino- und Fernsehfilmen mit.
Als Regisseurin wurde sie 2012 für ihren Kurzfilm Il maestro mit einem Silbernen Band ausgezeichnet.
Cucinotta ist seit dem 8. Oktober 1995 mit Giulio Violati verheiratet. Sie haben zusammen eine Tochter.

## Filmografie (Auswahl)
- 1990: Vacanze di Natale ’90
- 1990: Eine Liebesreise (Viaggio d’amore)
- 1991: Andy e Norman
- 1991: Gefangen im Spinnennetz (La Ragnatela)
- 1992: Scherzi a parte
- 1993: High Risk (Alto rischio)
- 1993: Cominciò tutto per caso
- 1993: Noch mehr Sonnenöl und süße Früchtchen (Abbronzatissimi 2 – un anno dopo)
- 1994: Der Postmann (Il postino)
- 1995: The Graduates (I laureati)
- 1995: El día de la bestia (El día de la bestia)
- 1995: Alta società
- 1996: Il Sindaco
- 1996: Italiani
- 1996: La Signora della città
- 1997: Die Bibel – Salomon (Solomon)
- 1997: Die heiligen vier Könige (Il quarto re)
- 1997: In den Fängen der Mafia (Il decisionista)
- 1997: In den Straßen von Brooklyn (A Brooklyn State of Mind)
- 1997: Camere da letto
- 1998: Ballad of the Nightingale
- 1998: La Seconda moglie
- 1998: Die Geliebte und der Priester (Padre papà)
- 1998: Wildside
- 1999: In punta di cuore
- 1999: Die Sopranos (Episode: Die schöne Isabella)
- 1999: L’ Avvocato Porta
- 1999: James Bond 007 – Die Welt ist nicht genug (The World Is Not Enough)
- 2000: Ich hab doch nur meine Frau zerlegt (Picking Up the Pieces)
- 2000: Just One Night – Hochzeit mit Hindernissen (Just One Night)
- 2000: Maria Magdalena (Maria Maddalena) (Fernsehfilm)
- 2001: Stregati dalla luna
- 2001: Il Bello delle donne
- 2001: Thomas (Tommaso) (Fernsehfilm)
- 2001: Strani accordi
- 2003: Marcinelle
- 2004: Vaniglia e cioccolato
- 2004: Mariti in affitto
- 2005: Miracolo a Palermo!
- 2005: Alle Kinder dieser Welt (All the Invisible Children) (& Produzentin)
- 2006: Uranya
- 2007: Last Minute Marocco
- 2007: Sweet Sweet Marja
- 2007: Pompeji – Der Untergang (Pompei)
- 2009: Death of the Virgin
- 2009: Sea Purple (Viola di mare)
- 2009: Operation Schwarze Blumen
- 2010: La bella società
- 2010: The Museum of Wonders
- 2011: The Rite – Das Ritual (The Rite)
- 2015: Nomi e cognomi
- 2015: Magic Card
- 2015: Babbo Natale non viena di Nord
- 2016: C’è sempre un perché
- 2016: Revive: Fashion Designer
- 2016: Oggi a te … domani a una
- 2017: Into the Rainbow
- 2017: La verità
- 2018: La voce del lupo
- 2019: Tutto liscio
- 2019: Forse è solo mal di mare
- 2019: Il gatto e la luna
- 2020: Il Cinema non si ferma
- 2021: American Night
- 2021: Padri
- 2022: Gli anni belli
- 2022: Santa Guerra
- 2022: Questa notte parlami dell’Africa